# 慶應義塾大学ライトミュージックソサエティ
慶應義塾大学ライト・ミュージック・ソサイェティー（英語:Keio Light Music Society）は、慶應義塾大学文化団体連盟加盟のビッグバンドジャズのクラブ。

## 概要
1946年、慶應義塾高校の報国音楽隊出身者らを中心として設立され、当初はコンボ活動が主だったが、後にビッグバンドの形式になる。山野 ビッグ・バンド・ジャズ・コンテストに唯一初回から出場し、最優秀賞12回（早稲田ハイソサエティ、国立音大ニュータイドを抑えて最多）、優秀賞19回（最多）など（いずれも2023年大会現在）。
音楽業界で活躍するOBも多数輩出しており、1974年に開かれた荒井由実のファーストインプレッションコンサートにおいて、バックバンドをつとめた荒井の所属していたアルファレコードの創設者である村井邦彦がライト・ミュージック・ソサイェティー出身という縁もある。
世界の主要ジャズフェスティバルであるスイスのモントルー・ジャズ・フェスティバル、アメリカのモントレー・ジャズ・フェスティバルに出演経験がある。
マリア・シュナイダーの楽曲をいち早く日本に紹介するなど、コンテンポラリー・ジャズを積極的に演奏している点で他バンドと一線を画している。山野ビッグバンド・ジャズコンテストでも、フランキー・ルソーや挾間美帆といったコンテンポラリーの新進気鋭のミュージシャンの曲を演奏した。

## 通常の活動
- 日本最古の学生ビッグバンドサークルであり、また、プロを数多く送り出しているビッグバンドサークルということもあって、慶應義塾大学のサークル内でも名門とされている。基本的には実力重視の厳しい競争社会である。学年に関わらず、実力があればオーディションによるメンバーの承認を得てレギュラーバンド（後述）に入ることが出来る。また、数多くの依頼演奏の出演料や各種大会の賞金を活動費に充てられるため、部費は比較的低額であり、無料の年も少なくない。

- 他の学生ビッグバンドサークルと同様にレギュラーバンドとジュニアバンドの二つのバンドに分かれて活動している。レギュラーバンドはオーディションにより選ばれたメンバーにより構成されており、サークルの代表として様々な大会に出場したり、依頼演奏の仕事をこなしたりする。ジュニアバンドは入部1，2年目（C,D年）の部員のみによって構成されており、多くの部員はここで実力をつけてレギュラーバンドを目指す。３年目（E年）になる前の３月のリサイタル前後に翌年のレギュラーから外れることが決まった部員は、多くの場合演奏機会を求めて他大学のバンドに加入する（大学ビックバンドサークルは基本的にインターカレッジである）。大学ビッグバンドは３年で引退のサークルも多いが、ライトは早稲田ハイソサエティ、明治ビッグサウンズと並んで４年生まで活動する部員が多く、３年目にいったんライトを離れ他バンドで活動した後、４年目にオーディションを受けてレギュラーとして復帰するケースもある。

- また、イーボという独特なシステムが存在しており、入部１年目の部員はレギュラーバンドの大会や依頼演奏の際に、楽器運搬やセッティングなどの裏仕事を任せられることとなる。こうした経緯から、神保彰（ドラマー）などOBの多くが「体育会の様な場所だった」と回顧している。

## 主な出身者
- 牧芳雄（ジャズ評論家/本名牧田清志・慶應義塾大学医学部元教授）
- 北村英治（クラリネット）
- 本多俊夫（ジャズ評論家）　ジャズサックス奏者 本多俊之の父
- いソノてルヲ（ジャズ評論家）
- 三保敬太郎（ピアノ）
- 西条孝之介（テナーサックス）
- 鈴木邦彦（ピアノ/作曲家）
- 村井邦彦（ピアノ/作曲家・元アルファレコード社長）
- 大野雄二（ピアノ/作曲家）映画「ルパン三世」テーマ曲など作曲
- 佐藤允彦（ピアノ/作曲家）
- 鈴木宏昌（ピアノ/作曲家）
- 山口真文（ジャズサックス奏者）
- 明石勇（アルトサックス/元NHKアナウンサー）
- 工藤三郎（トロンボーン/NHKアナウンサー）
- 広瀬健次郎（トロンボーン/作曲家）フジテレビ「夜のヒットスタジオ」編曲、音楽監修
- 神保彰（ドラム/元CASIOPEA）
- 和泉宏隆（ピアノ＜途中退部＞/元T-SQUARE）
- 鳥山雄司（ギター／音楽プロデューサー/慶應義塾高校時代に一時参加）
- 節丸雅矛（サックス/ニッポン放送プロデューサー）
- ゴンザレス鈴木（パーカッション/音楽プロデューサー） なお、OB・OG名簿に載るのは４年次（その１年だけでも）にレギュラーとして在籍した者であり、上記「出身者」はそれ以外も含んでいる。
- 田辺信一 (作曲家、編曲家)

## CD
- パパイア エクスプレス（2010年、キングレコード） - 神保彰在籍当時の音源のCD化。
- HOPE（2014年、リズムハウス）2011年から2013年度のリサイタル録音から代表的な６曲を収録。
- From Where the Sunrises

## 山野ビッグバンドジャズコンテストでの受賞履歴
- 第1回大会から第4回大会はコンサート形式のため表彰制度は無し。
- 第5回大会　（1974年度）最優秀賞
- 第6回大会　（1975年度）優秀賞
- 第7回大会　（1976年度）優秀賞
- 第8回大会　（1977年度）最優秀賞
- 第9回大会　（1978年度）特別賞
- 第10回大会（1979年度）優秀賞
- 第11回大会（1980年度）TBSラジオ賞
- 第12回大会（1981年度）優秀賞
- 第13回大会（1982年度）最優秀賞

演奏曲：Pressure Cocker, The Song is You 
- 第14回大会（1983年度）優秀賞
- 第15回大会（1984年度）優秀賞
- 第16回大会（1985年度）最優秀賞

演奏曲：Yes or No, Airmail Special 　
- 第17回大会（1986年度）優秀賞
- 第18回大会（1987年度）最優秀賞
- 第19回大会（1988年度）優秀賞
- 第20回大会（1989年度）特別賞
- 第21回大会（1990年度）スイングジャーナル賞
- 第22回大会（1991年度）TBSラジオ賞

演奏曲：Take It to the Ozone, Central Park West
- 第23回大会（1992年度）スイングジャーナル賞

演奏曲：Deep Voices, Nebbia
- 第24回大会（1993年度）最優秀賞

演奏曲：Stick to the Breast Baby,Naima
- 第25回大会（1994年度）優秀賞

演奏曲：The Sweet Time Suite
- 第26回大会（1995年度）特別賞

演奏曲：Con Alma, Skittish
- 第27回大会（1996年度）最優秀賞

演奏曲：Green Piece, Inner Urge
- 第28回大会（1997年度）審査員賞

演奏曲：Sophie, The Intrepid Fox
- 第29回大会（1998年度）最優秀賞

演奏曲：Prince of Darkness, What Is This
- 第30回大会（1999年度）優秀賞

演奏曲：The Game, Fire
- 第31回大会（2000年度）特別賞

演奏曲：Ticketeeboo, A Shade Of Jade
- 第32回大会（2001年度）優秀賞

演奏曲：Everybody's Song But My Own, Wyrgly 
- 第33回大会（2002年度）優秀賞

演奏曲：New Skies, Madcap
- 第34回大会（2003年度）優秀賞

演奏曲：Surge, Voyage Out
- 第35回大会（2004年度）優秀賞

演奏曲：Mind Trip, Looking Up
- 第36回大会（2005年度）優秀賞

演奏曲：Empty House, E Ticket
- 第37回大会（2006年度）スイングジャーナル賞

演奏曲：Paper Spoons, Rose Wind
- 第38回大会（2007年度）優秀賞

演奏曲：Thought Trains, Blue Note
- 第39回大会（2008年度）優秀賞

演奏曲：Running, Cokkiness
- 第40回大会（2009年度）76.1 InterFM賞

演奏曲：Unti, Don't even ask!
- 第41回大会（2010年度）優秀賞

演奏曲：Cerulean Skies
- 第42回大会（2011年度）さいたま市長賞

演奏曲：Indivisualized Measurement of Layers, Coming About
- 第43回大会（2012年度）日刊スポーツ賞

演奏曲：A Single Sky, The Facebook Generation
- 第44回大会（2013年度）優秀賞

演奏曲：Denada, The 'Pretty' Road
- 第45回大会（2014年度）優秀賞

演奏曲：Journey Home, If Your Wisdom Was My Pride
- 第46回大会（2015年度）最優秀賞

演奏曲：Muñeca, Strata
- 第47回大会（2016年度）最優秀賞

演奏曲：Vulnerable States, Andromeda
- 第48回大会（2017年度）最優秀賞

演奏曲：Secondhand Smile, After the Rain
- 第49回大会 (2018年度) 優秀賞

演奏曲:水車小屋のシルフィード,Hikari
- 第50回大会 (2019年度) 最優秀賞

演奏曲:Pele, Little Blue Sun
- 第51回大会（2020年度）※コロナ禍のため配信のみ

演奏曲:Dancer In Nowhere
- 第52回大会（2021年度）※コロナ禍のため配信のみ

演奏曲:Tokyo
- 第53回大会（2022年度）第4位

演奏曲:Vortex, Tales Of The Petals
- 第54回大会（2023年度）優秀賞

演奏曲:Scarface Rodeo, Road Song
- 第55回大会（2024年度）第4位

演奏曲：Invocation of the Unborn, Evinrude-Fifty